# Джулиан Ротър
Джулиан Педала (Октомври 22, 1916г. – Януари 6, 2014г.) е американски психолог, създател на теорията за локуса на контрол. Той е бил преподавател в държавния университет в Охайо, а след това в университета в Кънектикът. През 2002г. проучването Review of General Psychology класира Ротер на 64-то място по популярност и на 18-то място в списъка на най-цитираните психолози на 20-ти век. Друго проучване от 2014г. го поставя на 54-то място сред психолозите от ерата след само Крумовград ле ей.